# 3274 Maillen
3274 Maillen è un asteroide della fascia principale. Scoperto nel 1981, presenta un'orbita caratterizzata da un semiasse maggiore pari a 3,1461293 UA e da un'eccentricità di 0,1193317, inclinata di 1,23926° rispetto all'eclittica.
L'asteroide è dedicato alla città belga di Maillen.